# Ocyptamus sericeus
Ocyptamus sericeus är en tvåvingeart som först beskrevs av Walker 1836.  Ocyptamus sericeus ingår i släktet Ocyptamus och familjen blomflugor. Inga underarter finns listade i Catalogue of Life.